# Conflito georgiano-abecásio
O conflito entre a Geórgia e a Abecásia refere-se ao conflito étnico, iniciado em 1989 e com desenrolar até o presente, entre georgianos  e abecásios na Abecásia, que é atualmente uma república autodeclarada independente, e de facto da Geórgia, embora sua independência seja reconhecida apenas pela Rússia e por outros três países. Num sentido mais amplo, o conflito georgiano-abecásio pode ser considerado como parte de um conflito geopolítico na região do Cáucaso, intensificado no final do século XX em conjunto com o colapso da União Soviética em 1991.
O conflito, um dos mais sangrentos de toda a área pós-soviética, continua por desenrolar-se. O governo da Geórgia ofereceu ampla autonomia à Abecásia várias vezes. No entanto, tanto o governo separatista da Abecásia quanto a oposição rechaçaram com veemência qualquer forma de união com a Geórgia. A Abecásia considera a sua independência como resultado de uma guerra de libertação da Geórgia, enquanto os georgianos acreditam que, historicamente, a Abecásia sempre fez parte da Geórgia. Os georgianos formaram o maior grupo étnico no pré-guerra da Abecásia, com uma pluralidade de 45,7% a partir de 1989. À época, o governo de Eduard Shevardnadze foi acusado de ter tido responsabilidade pelo início das hostilidades, sem sentido, e depois de conduta ineficaz da guerra e da diplomacia pós-guerra. [carece de fontes?] Durante a guerra, o lado separatista abecásio realizou um campanha de limpeza étnica em escala completa que resultou na expulsão de até 250 mil georgianos e mais de 15.000 mortos.  A limpeza étnica de cidadãos georgianos foi reconhecida oficialmente pelas convenções da OSCE de Lisboa, Budapeste e Istambul (também mencionado na Assembleia Geral da ONU a Resolução AG / 10.708).  do Conselho de Segurança da ONU aprovou várias resoluções em que se apela para um cessar-fogo.

## Eventos

### Era soviética
Durante a era soviética, a Abecásia era uma República Socialista Soviética Autônoma, uma entidade dentro da República Socialista Soviética da Geórgia (RSS da Geórgia) 
Manifestações exigindo secessão da RSS da Geórgia e a inclusão na República Socialista Federativa Soviética da Rússia são relatados por ter ocorrido em abril de 1957, abril de 1967 e - especialmente com vigor - em maio e setembro de 1978 Em 1978, 130 representantes da intelligentsia da Abecásia assinaram uma carta à direção da União Soviética, em protesto contra o que eles viam como "georgianização" da Abecásia.

### Guerra na Abecásia
O conflito envolveu uma guerra de 13 meses na Abecásia, começando em agosto de 1992, com as forças governamentais georgianas e as milícias de georgianos étnicos que viviam na Abecásia, de um lado, e apoiadas pela Rússia as forças separatistas étnicos abecazes, armênios e russos, que também viviam na Abecásia, do outro lado. Os separatistas foram apoiados pelos militantes cossacos do Cáucaso do Norte  e (não oficialmente) pelas forças russas estacionadas em Gudauta. O conflito resultou em um tratado conhecido como Acordo de Sochi, assinado na cidade de Sochi, com o objetivo de cessar as hostilidades. No entanto, isso não iria durar muito tempo.

### Reabertura das hostilidades
Em abril-maio de 1998, o conflito escalou mais uma vez no distrito de Gali, quando várias centenas de forças da Abecásia entraram nas aldeias ainda habitadas por georgianos por deter os apoiantes das eleições parlamentares dos separatistas. Apesar das críticas da oposição, Eduard Shevardnadze, o presidente da Geórgia, recusou-se a mobilizar tropas contra a Abecásia. Um cessar-fogo foi negociado em 20 de maio. As hostilidades resultaram em centenas de baixas de ambos os lados e um adicional de 20 mil refugiados georgianos.
Em setembro de 2001, cerca de 400 combatentes chechenos e 80 guerrilheiros georgianos apareceram no Vale de Kodori, em condições extremamente controversas. Os paramilitares chechenos-georgianos avançaram até Sucumi, mas finalmente foram repelidos pelos abecásios e as forças de paz russas baseadas em Gudauta.

### Era Saakashvili
O novo governo da Geórgia de Mikheil Saakashvili prometeu não usar a força e resolver o problema apenas por diplomacia e diálogo político.
Enquanto na cimeira da Comunidade dos Estados Independentes (CEI), foi decidido excluir qualquer contato com os separatistas, a cooperação econômica transfronteiriças e de transportes entre a Abecásia e a Rússia cresce em escala, com a Rússia, alegando que tudo isso é uma questão de negócio privado, em vez de estatal. A Geórgia também condena a emissão ilimitada de passaportes russos na Abcázia com pagamento subsequente das pensões de reforma e outros benefícios monetários pela Rússia, que a Geórgia considera ser um apoio econômico dos separatistas pelo governo russo .
Em maio de 2006, o Conselho de Coordenação de Governo da Geórgia e os separatistas da Abecásia foi convocado pela primeira vez desde 2001. .  No final de julho de 2006, outra crise em Kodori eclodiu, resultando na criação do Governo de jure da Abecásia em Kodori. Pela primeira vez depois da guerra, este governo está localizado na Abecásia, e é dirigido por Malkhaz Akishbaia, Temur Mzhavia e Ada Marshania.
Atualmente, as exigências do lado abecaze, as reparações do lado georgiano de $13 bilhões em moeda estadunidense por danos neste conflito. O lado georgiano recusa estas reivindicações. Em 15 de maio de 2008, a Assembléia Geral da ONU aprovou a resolução que reconhece o direito dos refugiados (incluindo as vítimas da alegada "limpeza étnica") de retornar à Abecásia e os seus direitos de propriedade. E "lamentou" as tentativas de alterar a composição demográfica do pré-guerra e apelou para o "rápido desenvolvimento de um calendário para garantir o rápido regresso voluntário dos refugiados e pessoas deslocadas às suas casas."

### Agosto de 2008
Em 10 de agosto de 2008, a Guerra na Ossétia do Sul se espalhou para a Abecásia, onde os rebeldes separatistas e as forças aéreas russas lançaram um ataque total contra as forças georgianas. O separatista pró-Moscou, presidente Sergei Bagapsh disse que suas tropas lançaram uma "operação militar" principal para forçar as tropas georgianas fora do vale de Kodori, que ainda controlava. . Como resultado deste ataque, as tropas georgianas foram expulsas da Abecásia inteiramente.
Em 26 de agosto de 2008, a Federação Russa oficialmente reconheceu, tanto a Ossétia do Sul como a Abecásia como Estados independentes.
Em resposta ao reconhecimento da Rússia da Abecásia e da Ossétia do Sul, o governo da Geórgia anunciou que o país cortou todas as relações diplomáticas com a Rússia e que saiu da Comunidade dos Estados Independentes.

### Depois da guerra
As relações entre a Geórgia e a Abecásia permaneceram tensas depois da guerra. A Geórgia, moveu-se para aumentar o isolamento abecásio, impondo um bloqueio marítimo a Abecásia. Durante a cerimônia de abertura de um novo edifício da Embaixada da Geórgia em Kiev (Ucrânia) em novembro de 2009, o presidente georgiano, Mikheil Saakashvili, afirmou que os moradores da Ossétia do Sul e da Abecásia também podem utilizar as suas instalações: "Gostaria de assegurar-vos, meus queridos amigos, que esta é a sua casa, bem como, e aqui vocês vão sempre encontrar apoio e compreensão"

## Ver Também
- Conflito georgiano-osseta
- Reconhecimento internacional da independência de Abecásia e Ossétia do Sul
- Guerra Civil na Geórgia
- Guerra russo-circassiana